# 로호스 델 아길라 데 베라크루스
로호스 델 아길라 데 베라크루스(베라크루스 레드 이글스)는 멕시코 베라크루스의 프로 야구 팀이다. 홈구장은 에스타디오 유니버시타리오 베토 아빌라이다.

## 야구단 정보
| 감독     | 11 다니엘 페르난데즈 |
| 코칭스탭 | 43 엔리크 코우치 · 55 후안 카를로스 에르난데즈 · 7 마누엘 프란코이스 · 37 후안 테제다 · 0 미겔 아밀카 · 4 훌리오 세사르 파울라 · -- 라몬 루나 |
| 투수     | 15 조엘 베가스 라라 · 10 엑토르 나바로 잠브라노 · 45 로돌포 아그이레 · 23 에루비엘 곤잘레즈 엘비라 · 46 루이스 드 라 오 아르멘타 · 28 마누엘 아빌라 카스타네다 · 34 카를로스 산타마리아 퀸타나 · 57 후안 아세베도 라라 · 44 레오바르도 모레노 로블레스 · 52 아자엘 알바레즈 모레노 · 8 오스카 다니엘 바르드고 · 39 헤수스 안드레스 델가도 · 19 할리엔 페그에로 로렌조 · 12 토마스 자비어 솔리스 카스트로 · 17 후안 엔리크 퀸타닐라 로드리게스 |
| 포수     | 42 헥토르 파에즈 그라레 · 40 레오나르도 로드리게스 피미엔타 |
| 내야수   | 78 프란치스코 멘데즈 수아레즈 · 3 호세 구아달루프 차베즈 마르티네즈 · 13 엑토르 에르난데즈 카스트로 · 25 마누엘 바바딜라 델가도 · 22 펠리프 그티에레즈 리자라가 · 26 시저 수아레즈 · 32 요시오 파아엘 토레스 · 31 호세 안토니오 살라자르 바우티스타 |
| 외야수   | 24 조지 구즈만 아코스타 · 18 엔리크 오소리오 라모스 · 20 호세 마누엘 오로즈코 로하스 · 33 오스카 오마 라미레즈 맨리쿠에즈 · 30 빅토르 디아즈 이스라엘 |